# Trachelas robustus
Trachelas robustus là một loài nhện trong họ Trachelidae.
Loài này thuộc chi Trachelas. Trachelas robustus được Eugen von Keyserling miêu tả năm 1891.